# Костел Непорочного Зачаття Пресвятої Діви Марії (Вільнюс)
Костел Непорочного Зачаття Пресвятої Діви Марії (лит. Švenčiausiosios Mergelės Marijos Nekaltojo Prasidėjimo bažnyčia; пол. Kościół Niepokalanego Poczęcia Najświętszej Panny Marii) — парафіяльний римсько-католицький костел у Вільнюсі, розташований в районі Жверинас (лит. Žvėrynas) на вулиці Селю 17 (лит. Sėlių g . 17). Служби проводяться литовською і польською мовами.

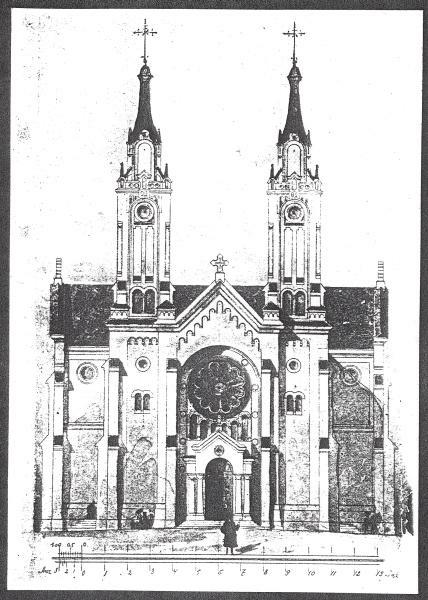
Проект костелу

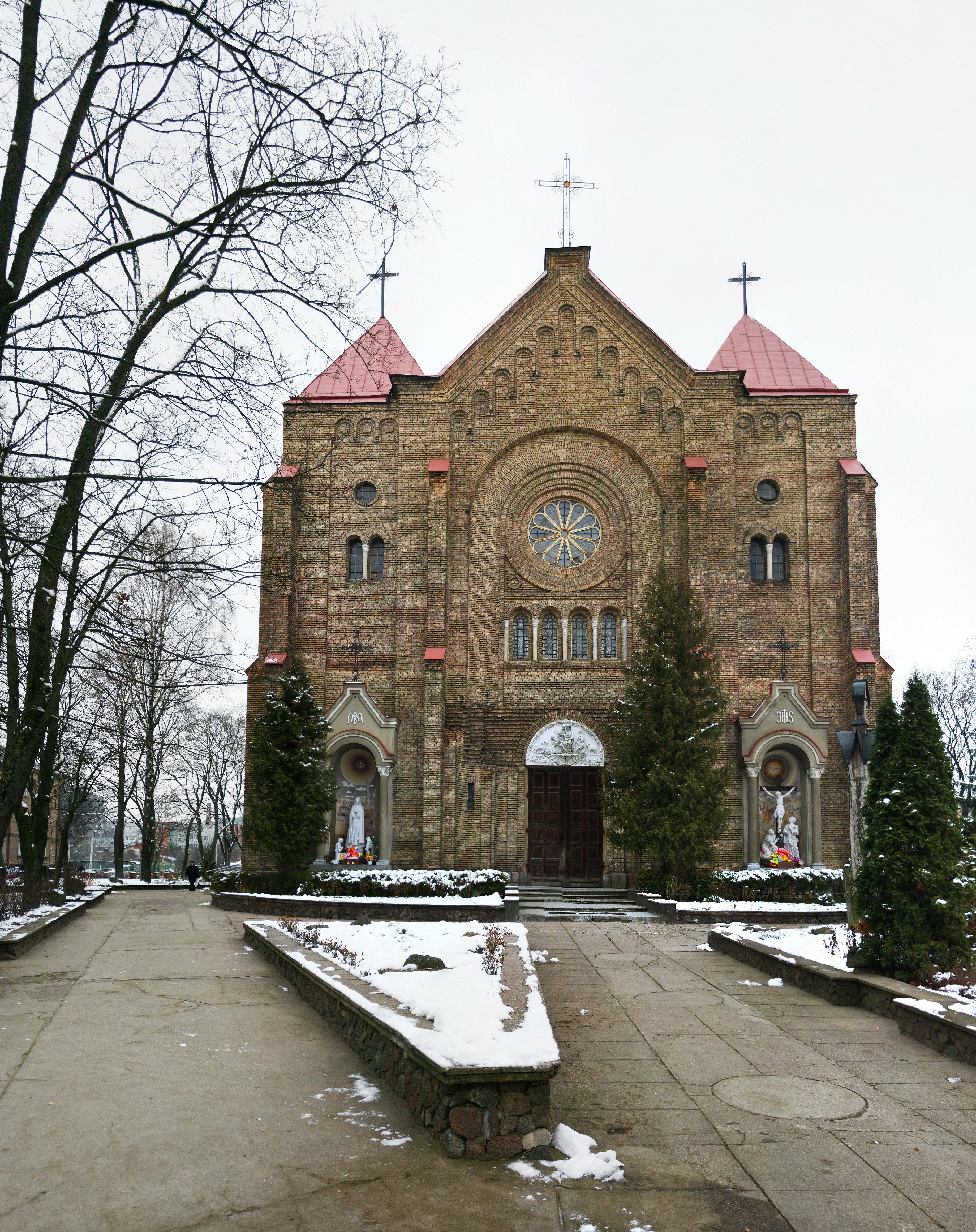
Головний фасад

## Історія
Проект архітектора та інженера Вацлава Міхневича був підготовлений в 1907 і в 1909 затверджений. Будівництво, розпочате стараннями настоятеля костелу Святого Рафаїла Адамовича в 1911, було перервано Першою світовою війною. Після війни будівництво відновилося, проте проект у всій повноті залишився нереалізованим і костел стоїть без передбачуваних веж.
У 1922 (за іншими відомостями в 1923) був утворений новий самостійний прихід, відокремлений від приходу Святого Рафаїла. У 1925 було розпочато служби, спочатку до 1940 тільки польською мовою.
Костел, в 1956 заново освячений єпископом Юлійонасом Стяпонавічюсом, був відремонтований в 1958. В кінці XX століття була приведена до ладу прилегла територія.

## Архітектура
Значних розмірів будівля з жовтої цегли в неороманському стилі. Головний фасад з трикутним завершенням підноситься над чотирьохскатними дахами. Фасад декорований великою розеткою над обробленим колонами вікном. По обидва боки порталу в нішах встановлені статуї Діви Марії і Розп'яття.
Тринефний основний корпус перетинає широкий трансепт. Ніші зі статуями прикрашають трансепт і бічний фасад. В одній з ніш встановлено копію скульптури Святого Гіацинта роботи скульптура Болеслава Балзукевича.
Внутрішній об'єм утворюють три нави, відокремлених рядами пілонів. У головному вівтарі розташовується багатофігурна скульптурна композиція за мотивами «Таємної вечері» Леонардо да Вінчі. Над нею розміщуються мармурові барельєфи вільнюських костьолів і скульптури. У вівтарях трансепта поміщаються копії образів Діви Марії Остробрамської та Ченстоховської. У вікнах вітражі.

## Сучасний стан

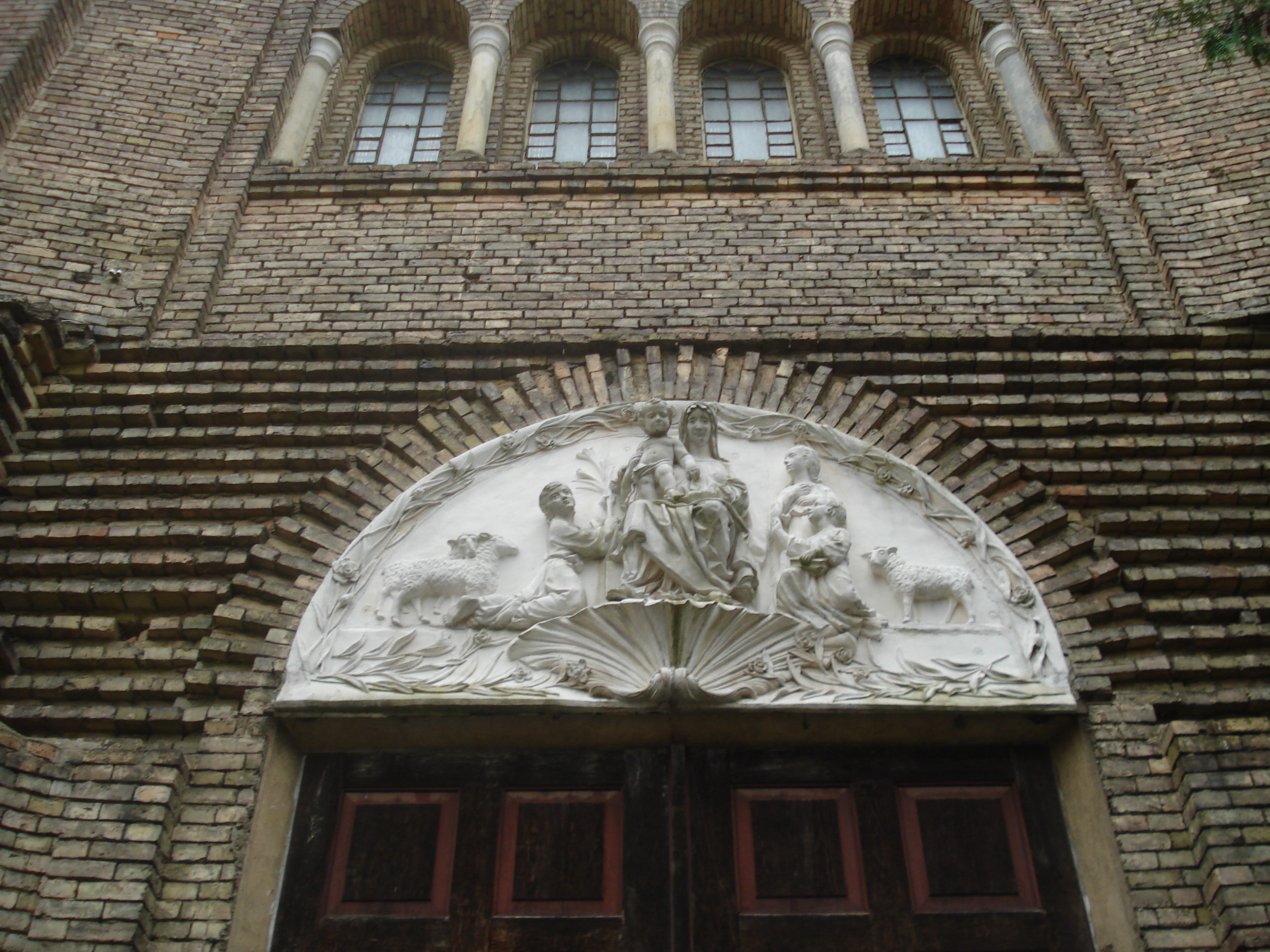
Деталь порталу
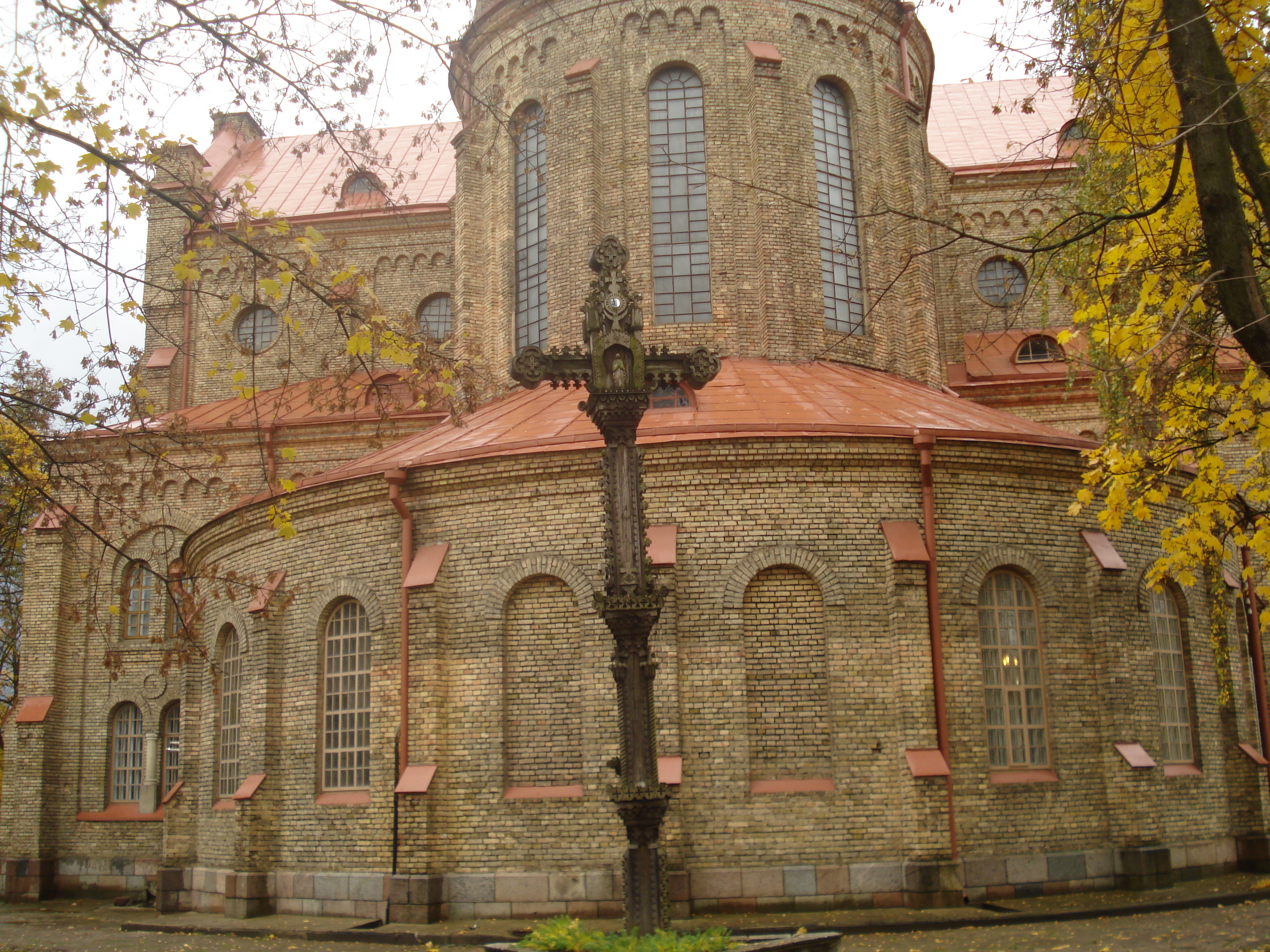
Апсида
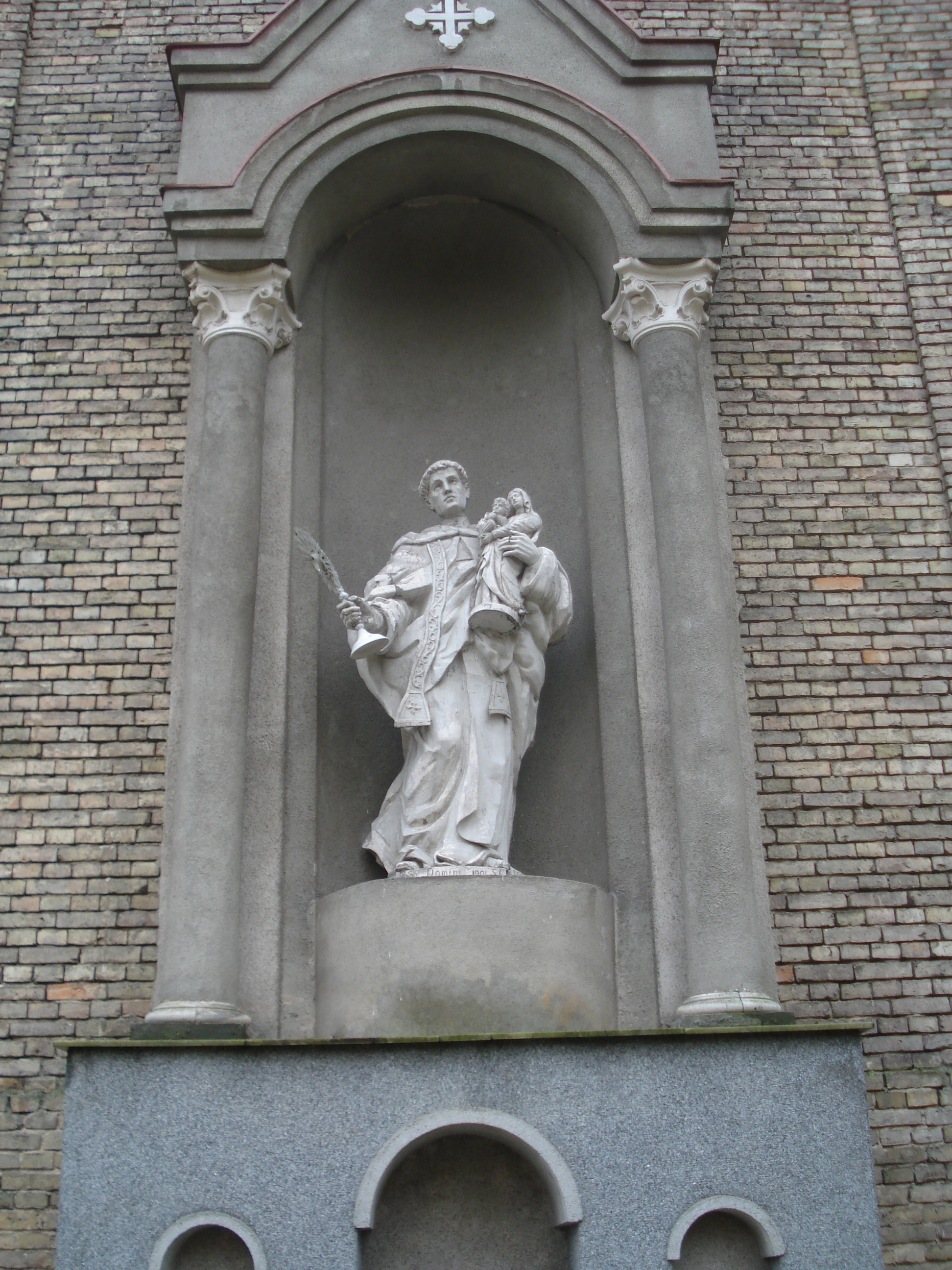
Статуя Святого Гіацинта
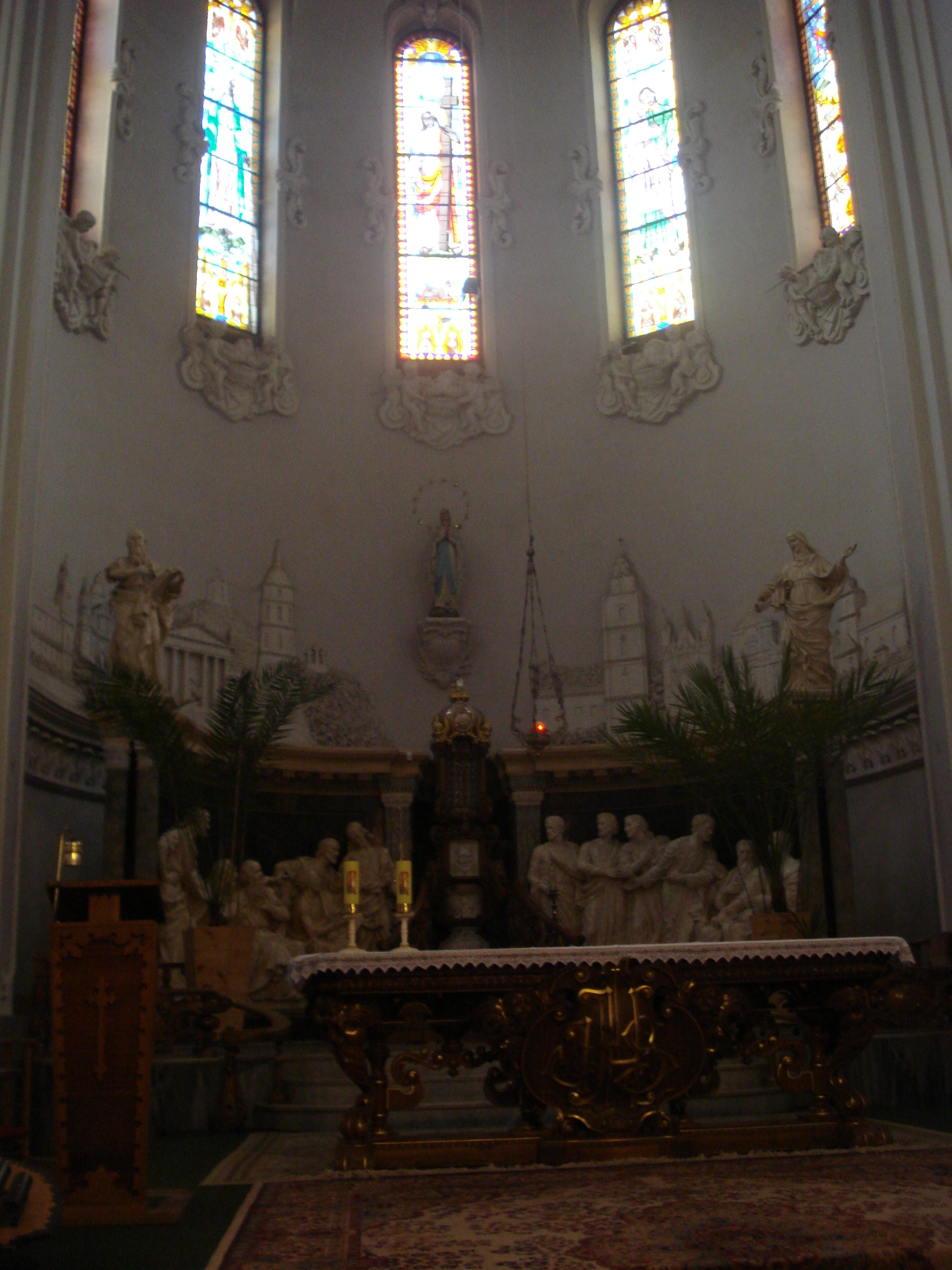
Вівтар

В даний час в костелі служать священики конгрегації Непорочного Зачаття Пресвятої Діви Марії (маріавітов). Служби на литовській і польській мовах.
Храм відкритий в будні дні з 7:00 (по суботах з 8:00) до 19:30 (в серпні з 16:00 до 19:30), по неділях з 7:00 до 17:45 (у серпні до 14: 30) і з 17:00 до 19:30.